# Anton Franz Mathy
Anton Ignatz Mathy, Anton Ignatz Matthy (ur. 1789, zm. 19 lipca 1866 w Gdańsku) – gdański kupiec oraz austriacki, belgijski i sardyński urzędnik konsularny.
Syn Ignatza Antona Matthy’ego, bankiera i posiadacza Kadyn, i Johanny Magdaleny Rottenburg (1767-). Pełnił obowiązki konsula trzech państw w Gdańsku – kierownika konsulatu Austrii (1844), konsula Belgii (1833-1866) i konsula Sardynii (1833-1855). Epizodycznie był właścicielem nieistniejącego już Dworu II w gdańskiej Strzyży Górnej (1816-1818). Został pochowany w grobowcu rodzinnym na cmentarzu gdańskiego kościoła Zbawiciela (Salvator) na Zaroślaku.